# Primošten Burnji
Primošten Burnji – wieś w Chorwacji, w żupanii szybenicko-knińskiej, w gminie Primošten. W 2011 roku liczyła 739 mieszkańców.